# Холді (Меремяе)
Голді (ест. Holdi) — село в Естонії, входить до складу волості Меремяе, повіту Вирумаа.